# Doxycycline

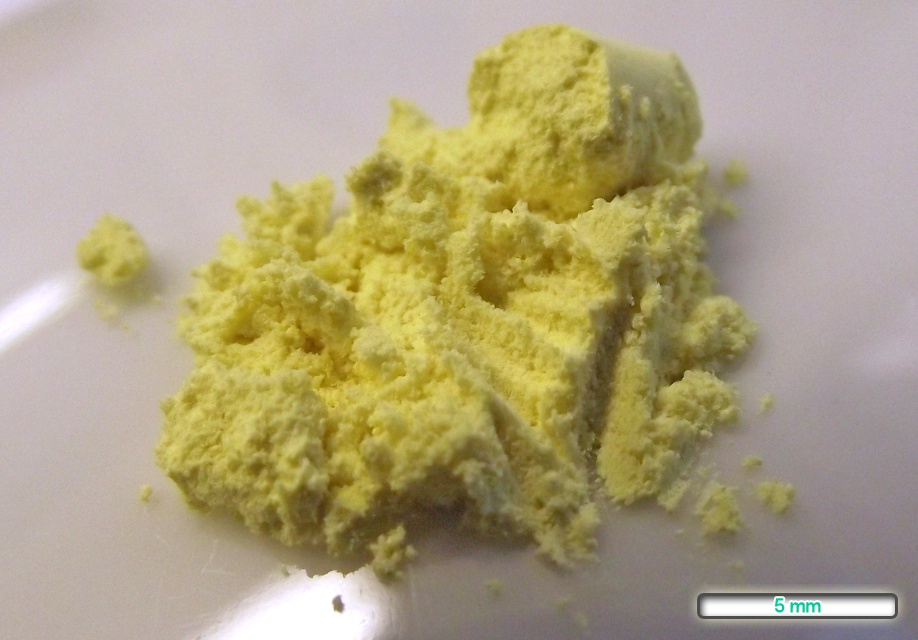
Doxycyclinhyclat

Doxycycline is een antibioticum uit de tetracycline groep en wordt toegepast bij een aantal bacteriële infecties. Het wordt onder de merknaam Vibramycin® en als generiek preparaat op de markt gebracht.
Doxycycline is eerste keus bij een groot aantal infectieziekten, onder andere van bacteriële luchtweginfecties tot chlamydia en de ziekte van Lyme. Doxycycline mag niet gebruikt worden door zwangere vrouwen of kinderen onder de 8 jaar vanwege het risico van aantasting van botten of tanden.
De werking is het gevolg van remming van de eiwitproductie in de daarvoor gevoelige bacteriën door blokkade van de ribosomen. Menselijke (eukaryote) cellen hebben 80s ribosomen, bacteriën (prokaryoten) 70s ribosomen. Door dit verschil kan selectief de eiwitproductie in bacteriën worden geremd. Omdat de mitochondriën van menselijke cellen ook 70s ribosomen bevatten is er toch een effect op menselijke cellen te verwachten. Doxycycline is een bacteriostatisch middel. Het is daarom in principe beter om het niet tegelijk te geven met een bactericide middel als penicilline. De reden hiervoor is dat een bactericide bacteriën doodt, en een bacteriostatisch middel alleen werkt bij bacteriën die zich daadwerkelijk delen.
De stof is opgenomen in de lijst van essentiële geneesmiddelen van de WHO.